# Petra Ernstberger

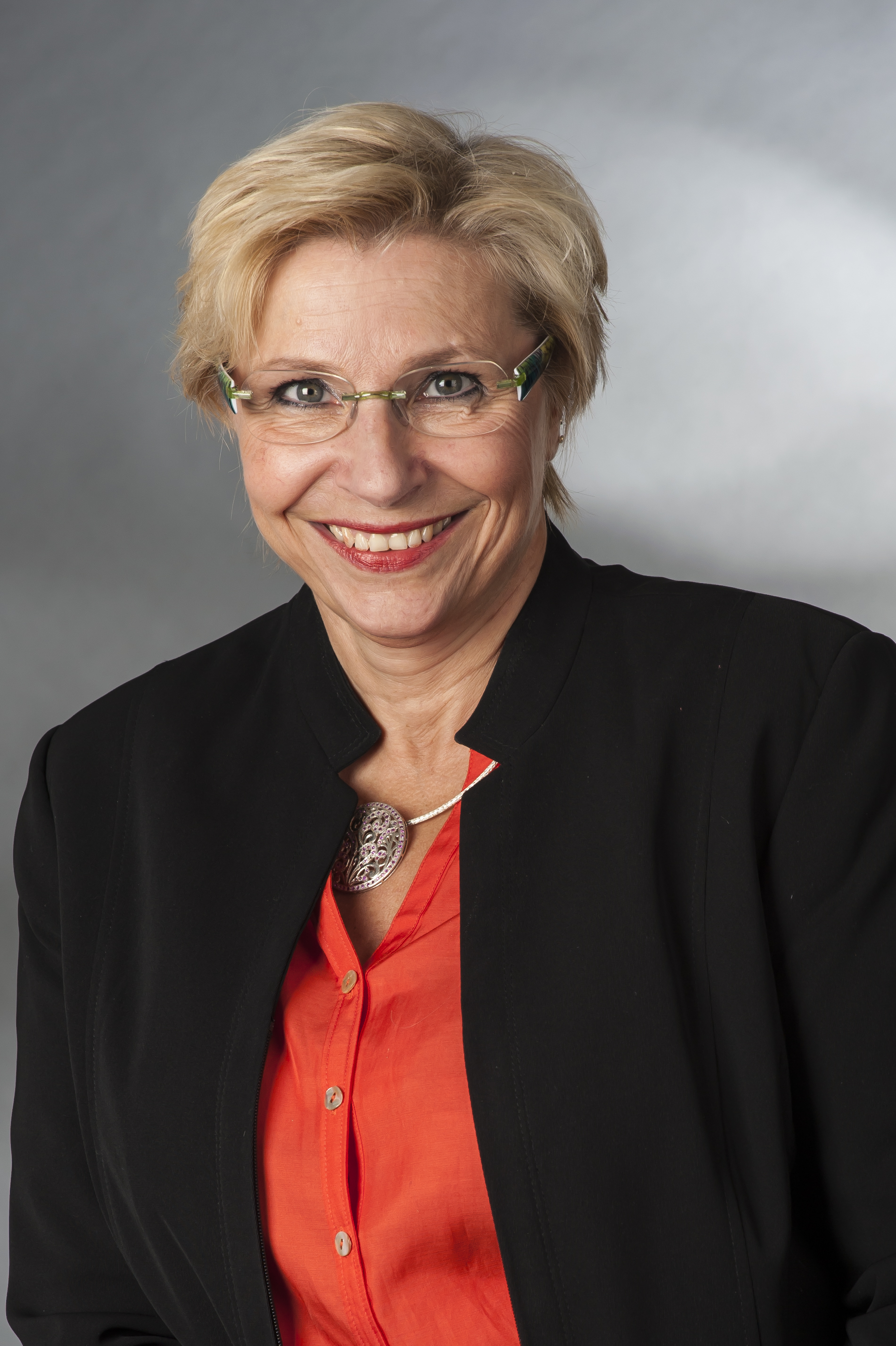
Petra Ernstberger (2014)

Petra Ernstberger geborene Rosenberger (* 11. November 1955 in Remscheid) ist eine deutsche Politikerin (SPD) und ehemaliges Mitglied des Deutschen Bundestages.

## Leben

### Ausbildung und Beruf
Nach dem Abitur 1975 absolvierte Petra Rosenberger ein Studium an der Universität Bayreuth für das Lehramt an Volksschulen, welches sie 1978 mit dem ersten und nach Ableistung des Referendariats 1981 auch mit dem zweiten Staatsexamen beendete. Anschließend war sie als Grundschullehrerin tätig. 1990 wechselte sie als wissenschaftliche Mitarbeiterin an den Lehrstuhl für Grundschulpädagogik und Grundschuldidaktik der Universität Bayreuth.

### Parteilaufbahn
Petra Ernstberger ist seit 1990 Mitglied der SPD und war von 1992 bis 2005 Vorsitzende des SPD-Unterbezirks Hof-Wunsiedel. 2008 trat sie als Landratskandidatin im Landkreis Wunsiedel an, scheiterte aber gegen den CSU-Bewerber Karl Döhler.

### Abgeordnetentätigkeit
Von 1994 bis 2017 war Ernstberger Mitglied des Deutschen Bundestages. Hier war sie vom 12. Februar 2003 bis zum 30. November 2004 Sprecherin der Arbeitsgruppe Abrüstung und Rüstungskontrolle der SPD-Bundestagsfraktion.
Ab dem 22. November 2004 war sie Parlamentarische Geschäftsführerin der SPD-Bundestagsfraktion. Sie war außerdem eine Sprecherin des Seeheimer Kreises.
Ernstberger zog 1998 als direkt gewählte Abgeordnete des Wahlkreises Hof und sonst stets über die Landesliste Bayern in den Bundestag ein. Zur Bundestagswahl 2017 trat sie nicht erneut an.

### Sonstiges Engagement
- Vorsitzende der Deutsch-Südasiatischen Parlamentariergruppe im Deutschen Bundestag
- Nach 12 Jahren Vorsitz seit 2010 stellvertretende Vorsitzende der Deutsch-Tschechischen Parlamentariergruppe im Deutschen Bundestag
- Ordentliches Mitglied im Ältestenrat
- Mitglied der Interparlamentarischen Union
- Mitglied des Beirats des Deutsch-Tschechischen Gesprächsforums

### Privates
Ernstberger ist geschieden und hat zwei Söhne.

## Auszeichnungen
- 2005: Bundesverdienstkreuz am Bande
- 2010: Kunstpreis zur deutsch-tschechischen Verständigung
- 2011: Bayerischer Verdienstorden